# Mehrdad Izady

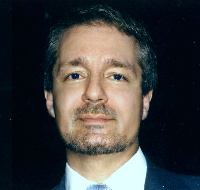
Mehrdad Izady

Mehrdad Michael Izady (kurdisch: Mihrdad Ízedí; * 1963) ist ein kurdischer Schriftsteller, der sich mit ethnischen und kulturellen Themen beschäftigt.

## Werdegang
Er ist Sohn eines kurdischen Vaters und einer belgischen Mutter. Da seine Eltern Diplomaten waren, verbrachte er einen Großteil seiner Jugend im Irak, Iran, Afghanistan und Südkorea. Mehrdad Izady machte 1976 an der University of Kansas seinen Bachelorabschluss in den Fächern Geschichte, Politikwissenschaften und Geografie. An der Syracuse University vertiefte er sein Studium und erlangte den Master in den Fächern Fernerkundung-Kartografie und Internationale Beziehungen. 1992 promovierte er an der Fakultät Middle Eastern Languages and Civilizations der Columbia University.
Danach unterrichtete er sechs Jahre lang an der Harvard University und der Joint Special Operations University in Florida. Daneben hatte er vor zwei Kongressausschüssen ausgesagt und schrieb mehrere Bücher und Artikel über den Mittleren Osten und Südosteuropa. Seit 2001 arbeitet er an der Geschichtsfakultät der Fordham University und Pace University.
Izady ist auch ein Kartograf, der unter anderem viele ethno-linguistische Karten angefertigt hat. Die Karten werden von vielen Atlanten und Werken wie National Geographic, The Economist, der UNO und dem US-Militär genutzt. Eine große Auswahl ist online unter dem Namen Gulf 2000 Project der Columbia University erreichbar.
Izady postuliert einen Engelskult (Yazdânism), dem die Kurden vor ihrer Islamisierung angehörten. Aus dieser kurdischen Religion sollen dann die heutigen Religionen und Konfession der Aleviten, der Jesiden und der Ahl-e Haqq hervorgegangen sein. Daneben stellt er einige antike Reiche und Völker wie Adiabene und Kommagene als kurdisch dar.

## Werke

### Bücher
1. The Kurds: A Concise Handbook, 268 Seiten, Taylor & Francis Publishers, 1992, ISBN 0844817279
2. The Sharafnâma, Or, The History of the Kurdish Nation, 1597, By Sharaf al-Din Bitlisi, translated into English and annotated by M. Izady, 302 Seiten, Mazda Publishers, 2005, ISBN 1568590741

### Buchkapitel
1. Between Iraq and a Hard Place: The Kurdish Predicament, S. 71–99 in "Iran, Iraq and the Legacies of War", Edited by Lawrence G. Potter, Gary G. Sick, 224 pp., Pekgrave Macmillan, 2006. ISBN 1403976090[4]
2. Kurds, Encyclopedia of the Developing World, 1759 S., Rouledge Publishers, 2006. ISBN 1579583881
3. Kurds and the Foundations of the State of Iraq, 1917-1932, S. 95–109, in "The Creation of Iraq, 1914-1921", Edited by Reeva S. Simon, Eleanor Harvey Tejirian, 181 S., Columbia University Press, 2004. ISBN 0231132921
4. Gulf and Indian Ocean Basin Ethnic Diversity: An Evolutionary History in "Security in the Persian Gulf: Origins, Obstacles and the Search for Consensus", Edited by G. Sick and L. Potter, 284 S., Palgrave Press, 2002. ISBN 0312239505.
5. The Geopolitical Realities of Kurdistan vs. Hopes for a New World Order in "Altered States: A Reader in the New World Order", Edited by Phyllis Bennis, Michel Moushabeck,  538 S., Interlink Pub Group Inc, 1998. ISBN 1566561124
6. The Kurdish Demographic Revolution and Its Socio-Political Implications in "Contrasts and Solutions in the Middle East", Edited by Ole Høiris, Sefa Martin Yürükel, Aarhus University Press, 562 S., 1997. ISBN 8772886919
7. E uno plurium?: A Projection on the Future of the National Minorities and their Identity in the 21st-Century in "The Transnationalization of Ethnicity and World Politics", Edited by J. Cole and E. Skinner, Ralph J. Bunche International Affairs Center, Howard University, 1995.